# 甘美內宿禰
甘美內宿禰（日语：／ Umashiuchi no Sukune，？—？）是記紀記載的日本古代人物，《日本書紀》稱其為甘美內宿禰，《古事記》稱為味師內宿禰，其他文獻則稱為味內宿禰，甘美是美稱，宿禰為尊稱。孝元天皇之孫或曾孫，武內宿禰之弟。

## 系譜
按《日本書紀》應神天皇9年（278年）4月條記載，甘美內宿禰是武內宿禰之弟，並且指出其父親是孝元天皇之子彥太忍信命之子屋主忍男武雄心命，換言之甘美內宿禰是孝元天皇的曾孫。
按《古事記》記載，甘美內宿禰是孝元天皇之子比古布都押之信命（彥太忍信命）與尾張連之祖意富那毘之妹葛城之高千那毘賣之子，乃孝元天皇之孫，同時指出建內宿禰（武內宿禰）的生母是宇豆比古（木國造）之妹山下影日賣，換言之兩人是異母兄弟。

## 紀錄
按《日本書紀》應神天皇9年（278年）4月條記載，武內宿禰被派遣至筑紫國時，甘美內宿禰為了讓其兄失勢而向天皇進讒。其後，武內宿禰向天皇解釋並且獲得接納，甘美內宿禰便與武內宿禰進行探湯，最終不敵，但是獲得天皇頒佈敕令赦免，並且成為紀直等的祖先。
《古事記》則沒有記載其相關事蹟。

## 後裔
除了《日本書紀》記載的紀直等後裔外，在《古事記》孝元天皇段也有記載山代内臣（内氏）為甘美内宿禰的後裔。山代內被指是《和名類聚抄》中提及的山城國綴喜郡有智鄉（現京都府八幡市內里），當地建有《延喜式》神名帳記載的式内社內神社。
按《新撰姓氏錄》記載，甘美内宿禰有以下後裔。
- 大和國皇別（日语：皇別） 山公（日语：真人） - 內臣同祖。味内宿禰之後。

另外在《蘇我石川兩氏系圖》中，甘美内宿禰的細字列出内臣和山公為其後裔。